# Turnus rehabilitacyjny
Turnus rehabilitacyjny – zorganizowana, płatna (ewentualnie częściowo refundowana przez PFRON) forma aktywnej rehabilitacji w Polsce, łączona z wypoczynkiem. Turnusy takie organizowane są jedynie na terenie kraju.

## Cele
Celem turnusu jest poprawa sprawności psychofizycznej osoby rehabilitowanej, jak również rozwijanie umiejętności społecznych uczestnika (np. w drodze nawiązywania i rozwijania kontaktów, realizację różnorakich zainteresowań, udział w zajęciach przewidywanych programem). Kierowanie na turnus odbywa się wyłącznie na wniosek lekarza. Czas trwania wynosi co najmniej 14 dni, a jedna grupa liczyć musi co najmniej dwudziestu uczestników.

## Rodzaje
Turnusy rehabilitacyjne dzielą się ze względu na swój rodzaj na:
- usprawniająco-rekreacyjne,
- rekreacyjno-sportowe oraz sportowe,
- szkoleniowe,
- psychoterapeutyczne,
- rozwijające zainteresowania, czy uzdolnienia uczestników,
- uczące niezależnego funkcjonowania z niepełnosprawnością[2].

## Grupy docelowe
Turnusy są najczęściej organizowane dla grup osób z następującymi przyczynami niepełnosprawności (łączy się uczestników z podobnymi problemami):
- dysfunkcja narządu ruchu (z wyłączeniem osób na wózkach inwalidzkich),
- dysfunkcja narządu ruchu (wózki inwalidzkie),
- dysfunkcja narządu słuchu,
- dysfunkcja narządu wzroku,
- upośledzenie umysłowe,
- zaburzenia psychiczne,
- padaczka,
- choroby układu krążenia,
- inne[2].

## Obowiązki organizatora
Organizator musi przede wszystkim zabezpieczyć turnus od strony organizacyjnej, technicznej i kadrowej - zagwarantować bezpieczne warunki uczestnictwa, a także opracować i zrealizować określony program, jak również wypełnić wymagania proceduralne i administracyjne we współpracy z jednostkami pomocy społecznej i PFRON.
Turnusy mogą być organizowane wyłącznie przez organizatorów mających wpis do stosownego rejestru prowadzonego przez danego wojewodę, w ośrodkach mających wpis do rejestru ośrodków także prowadzonego przez wojewodę (nie dotyczy to turnusów organizowanych w formie niestacjonarnej).